# Ernst Eckert (Politiker)
Ernst Eckert (* 14. Juli 1885 in Schönthal, Österreich-Ungarn; † 23. September 1952 in Bad Kissingen) war ein tschechoslowakischer Politiker und Parlamentsabgeordneter.

## Leben
Eckert lebte als Fotograf und Kaufmann in Marienbad. Er war Vizepräsident und später Präsident der Handels- und Gewerbekammer in Eger, Stadtrat und Präsident der deutschen Fotografen in der Tschechoslowakei. 1925 und 1929 wurde er für die Deutsche Gewerbepartei ins tschechoslowakische Parlament gewählt. Bei einer Abstimmung über eine Verwaltungsreform stimmte er mit Vertretern der ungarisch-nationalen Partei und zwei Mitgliedern des Bundes der Landwirte gegen die Reform und trat aus der Klubgemeinschaft seiner Partei mit dem Bund der Landwirte aus. Nach dem Münchener Abkommen und der deutschen Okkupation des Sudetenlandes trat er zum 1. Dezember 1938 der NSDAP bei (Mitgliedsnummer 6.438.445).